# Madriu–Perafita-Claror-völgy
A Madriu–Perafita-Claror-völgy, vagy röviden Madriu-völgy Andorra 2004 óta világörökségi védelmet élvező, sajátos ökoszisztémájú gleccservölgyrendszere a Pireneusok magashegységi láncai között, a törpeállam déli részén. Tulajdonképpen az andorrai–spanyol határral párhuzamosan, kelet–nyugati irányban futó Madriu és az abba délnyugat felől becsatlakozó Perafita-Claror (Claror i Perafita) folyók vízgyűjtő területe. Az 1055–2905 méteres tengerszint feletti magasságon fekvő, 42,47 négyzetkilométeres (az ország területének 9%-át kitevő) kultúrtájat elszigeteltsége, az itt található két település katalán lakóinak hagyományos társadalma és pásztorkodó életmódja, hegyvidéki műveltsége miatt „Andorra lelkének” is nevezik. A táj természeti értékei is számottevőek: a Madriu-völgy veszélyeztetett fajok élőhelye, Andorra madár- és fafajainak 70%-a itt honos. A világörökségi védelmet élvező terület határait 2006-ban kismértékben kiterjesztették.

## Története
A terület az Andorrai Hercegség 1278-as megalapítása óta a törpeállamhoz tartozik. A magashegységi völgyrendszer tökéletes elszigeteltsége biztosította lakóinak majd évezredes zavartalan életét. Az élethez szükséges javakról a természeti környezet gondoskodott: a buja hegyi legelők az állattartásnak kedveztek (juh, szarvasmarha és ló), a gleccserjég által a völgy középső részén lerakott kőzettörmeléket (moréna) pedig a szőlő- és gabonatermesztésre alkalmas teraszok építésére használták fel. A glaciális tavak ivóvizet, az erdők faszenet, épület- és tűzifát, a hegyek építőkövet és vasércet adtak.
Az 1930-as években két helyen is gát épült a völgyben kisebb vízi erőmű gyanánt, amelyek a Madriu sebes folyását kihasználva termelnek áramot. Szintén ez idő tájt épült ki a völgy egyik falvát, Ràmiót az Engolastersi-tóval összekötő föld alatti vízvezeték. A 20. század közepétől a hagyományos életrend bomlásnak indult, s a Madriu-völgy két települése napjainkban már csak nyaranta lakott. A közelmúltban felújították a múlt építészeti emlékeit, lakóházakat, pásztorkunyhókat, karámokat, fejőrekeszeket, kövezett ösvényeket stb., s a kormányzat a vidék védelme érdekében továbbra is elveti annak tervét, hogy a Madriu-völgyet autóút kösse össze az ország középső részeivel.

## A helyszín és műveltsége
A Madriu–Perafita-Claror-gleccservölgy természeti képét a Valirát tápláló Madriu folyó rendkívül nagy esése (1850 méternyi szintkülönbség 11,5 kilométeren), festői sziklaszirtek, magashegyi legelők, glaciális tavak és sűrűn erdősült szurdokvölgyek határozzák meg. Délről, keletről és nyugatról a Pireneusok 2400–2900 méter magas hegyláncai zárják közre (a déli vonulat gerince alkotja egyben az andorrai–spanyol határt is). Északon rendkívül meredek, egy völgytorokba futó rézsű (a Madriu tulajdonképpeni völgye) lejt a Valira folyása felé, azonban a vidék ezen irányból is nehezen megközelíthető, s csak emberek vagy állatok által járható, kövekkel kirakott ösvények kötik össze az ország többi részével, illetve a franciaországi Languedockal és Roussillonnal, valamint a spanyolországi Katalóniával. 
A Madriu völgyében két kisebb település található: Entremesaigües és Ràmio. Az ezekben található összesen tizenkét, gránitkőből épült lakóházat hagyományos palakő tető fedi. Minden lakóépülethez csatlakozik egy, széna és gabona tárolására alkalmas pajta. A völgyrendszer lakóinak hagyományos életmódját a transzhumáló pásztorkodás jellemzi: a pásztorok nyaranta a közösség által birtokolt magashegyi legelőkön tartózkodtak állataikkal, telente falvaikba húzódtak vissza. A nyári legelőkön épített hajlékok (bordes) kis kőházak boltozatos, tőzeggel borított palatetővel. A múltban elsősorban a juhtenyésztés (ezen keresztül a juhsajtkészítés) volt jelentős, az elmúlt évtizedekben azonban már csak szarvasmarhát és lovat legeltetnek az alpesi réteken.
A hegylakók igyekeztek minden talpalatnyi földet hasznosítani, ezért a morénák anyagából a települések közelében kialakították azokat a teraszokat, amelyeken rozst és búzát termesztettek, vagy egyszerűen kaszálónak használtak. A középkori meleg időszak során egyes teraszokon szőlőt is műveltek. A völgy alacsonyabb részein elterülő erdőségek épület- és tűzifát szolgáltattak, valamint az állatokat is innen látták el téli lombtakarmánnyal. Az erdőgazdálkodáson belül a 18–19. században intenzíven folyt a faszéntermelés, amiről szénégető boksák százainak maradványai tanúskodnak.
A Madriu középső folyásánál találhatóak egy középkori, 1790-ben felhagyott, ún. katalán vashuta – maga az olvasztóműhely és a munkáshajlékok – maradványai. A Claror völgyéből, később Languedocból származó vasércet a közeli erdőkből származó faszén segítségével hevítették és olvasztották. A katalán vashámor működési elve, hogy a fújtatóval izzásban tartott faszénréteg és az olvasztókemence fala között helyezik el a kiolvasztandó vasércrögöket.
A társadalom életét az Andorra közigazgatási beosztásának vázát adó ún. egyházkerületek (parròquia d’Andorra) irányítják a középkor óta, ezek rendelkeznek a közös tulajdonú legelők és erdők hasznosítása felől, s csak az összterület 1%-át kitevő lakóházak és telkek számítanak magántulajdonnak. A Madriu-völgyön négy parròquia területe osztozik, ezek: Andorra la Vella, Encamp, Sant Julià de Lòria és Escaldes-Engordany.

## Külső hivatkozások
- A Madriu–Perafita-Claror-völgy hivatalos honlapja (angolul)
- A Madriu–Perafita-Claror-völgy az UNESCO világörökség honlapján (angolul)